# Inocencio IX
Inocencio IX (Bolonia, 20 de julio de 1519-Roma, 30 de diciembre de 1591) fue el papa 230.º de la Iglesia católica en 1591.

## Orígenes y formación
Nacido Gian Antonio Facchinetti de Nuce en el seno de una modesta familia de trabajadores de Cravegna, en la diócesis de Novara situada en la Italia norteña, estudió jurisprudencia graduándose en 1544 en la Universidad de Bolonia.

## Carrera eclesiástica
Tras su graduación pasó a convertirse en secretario del cardenal Nicolás Ardinghelli para después entrar al servicio del cardenal Alejandro Farnesio quien como sobrino del papa Paulo III y como hermano del Duque de Parma, era uno de los personajes más influyentes de su época. 
El cardenal Farnesio, que era arzobispo de Aviñón, envió a Fachinetti a la antigua sede papal como su representante eclesiástico para después, entre 1556 y 1558 encomendarle la gestión de sus asuntos particulares en Parma, para lo cual lo nombró gobernador.
En 1560 es nombrado obispo de Nicastro en Calabría, y con dicha dignidad participó en 1562 en el Concilio de Trento. En 1566 actuó como nuncio del papa Pío V en Venecia logrando sellar la alianza entre España y Venecia contra los turcos que condujo, en 1571, a la victoria de Lepanto.
Tras renunciar a su sede episcopal fue nombrado, en 1572, cardenal presbítero del Patriarcado Latino de Jerusalén y, al ser elegido papa Gregorio XIV, que sufría ataques de malaria, se hará cargo de la administración papal.

## Papado

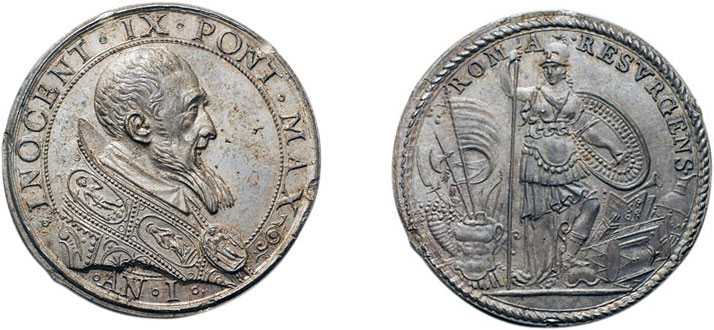
moneda del papa Inocencio IX.

Antes de fallecer Gregorio XIV las dos facciones en que se encontraba dividido el Colegio cardenalicio iniciaron movimientos para designar el sucesor del enfermo pontífice. 
Felipe II influyó decisivamente sobre los cardenales españoles para, al igual que había ocurrido con la anterior elección que había sentado en el solio pontificio a Gregorio XIV, lograr que el nuevo pontífice le fuera favorable.
El rápido cónclave concluyó con la designación de Fachinetti, quien consciente del apoyo español en su elección, apoyó durante sus dos meses de pontificado la causa de Felipe II y de la liga católica contra Enrique IV de Francia en las guerras de religión.
La brevedad de su pontificado, de apenas dos meses, no permitió que él mismo destacara por ningún hecho de relevancia. 
Las profecías de San Malaquías se refieren a este papa como Pia civitas in bello (La villa piadosa en guerra), cita que hace referencia a que nació en Bolonia durante las batallas por el control de los Estados Pontificios.